# ستاره‌زایی

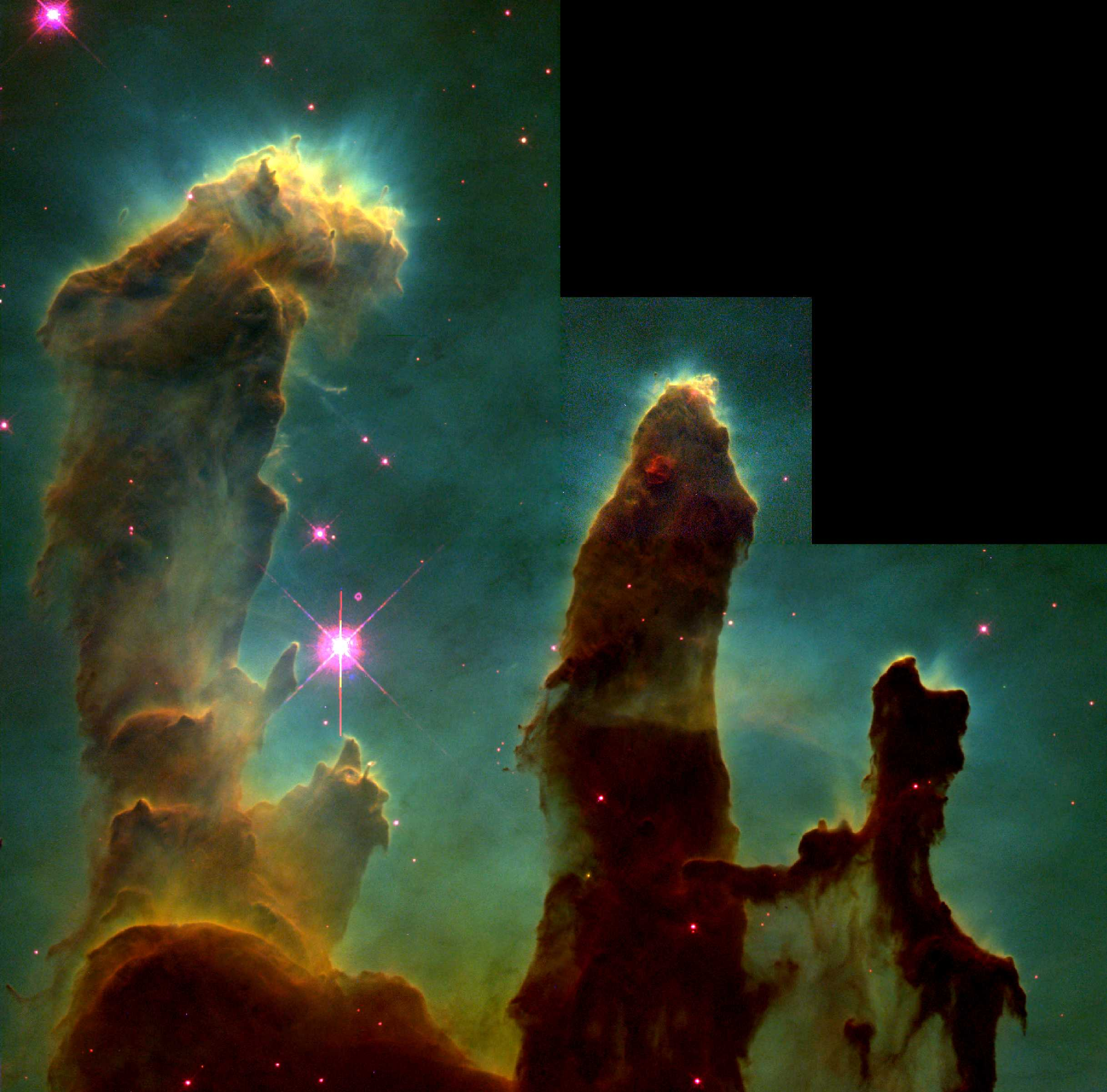
مناطق شکلگیری ستاره تاریک در سحابی عقاب

ستاره‌زایی یا زایش ستارگان فرایند دگرگونی گازها و غبارهای کهکشانی به توپ‌های پلاسما و در نهایت شکل‌گیری ستاره‌ها است. این دانش که از شاخه‌های ستاره‌شناسی است، به بررسی محیط‌های میان‌ستاره‌ای و گازهای کهکشانی عظیم در مناطق هیدروژنی اچ دو به عنوان بسترهای شکل‌گیری ستاره‌ها و نیز به بررسی ستاره‌های جوان و زایش سیاره‌ها به عنوان محصولات جانبی زایش ستاره‌ها می‌پردازد. دانش زایش ستاره‌ها در کنار بررسی شیوهٔ شکل‌گیری ستاره‌های تکی با بررسی ستاره‌های دوگانه و تابع جرم اولیه سروکار دارد.